# Даниэль, герцог Вестергётландский

Герб Принца Даниэля Шведского, герцога Вестергётландского

Принц Даниэль, герцог Вестергётландский (швед. Prins Daniel av Sverige, Hertig av Västergötland, имя при рождении Улоф Даниэль Вестлинг, швед. Olof Daniel Westling; 15 сентября 1973, г. Эребру) — шведский физкультурный тренер и владелец спортзалов, супруг кронпринцессы Швеции Виктории (свадьба состоялась 19 июня 2010 года).

## Биография
Даниэль Вестлинг родился 15 сентября 1973 года — в тот самый день, когда его будущий тесть Карл XVI Густав вступил на престол.

### Образование и профессиональная жизнь
Обучался в начальной школе Рабо и в школе в Окельбу, а затем гимназии в Сандвикене. Окончил среднюю школу в 1991 году.
После окончания гимназии и до службы в армии работал в доме престарелых в Окельбу.
Служил в Хельсингском полку в Евле.
После окончания военной службы чуть более года работал в школе для детей с особыми потребностями.
С 1994 года живёт в Стокгольме.
В 1994—1996 годах обучался в Высшей народной школе Федерации гимнастики Швеции в Стокгольме. Обучался по программе организаторов программ молодёжного отдыха. Во время обучения особое внимание уделял спортивным занятиям.
Во время обучения подрабатывал в фитнес-компании. После окончания курса он начал работать в фитнес-компании на постоянной основе.

### Предпринимательство
В 1997 году основал свою собственную компанию и работал в качестве консультанта в фитнес-индустрии. Владелец компании Balance Training, у которой есть три спортзала в центре Стокгольма. В настоящее время компания насчитывает около 100 сотрудников.

### Брак
Познакомился с кронпринцессой Викторией в 2002 году, когда был её личным тренером.
24 февраля 2009 года официально объявлено о помолвке Даниэля и Виктории и разрешении на брак от отца Виктории короля Карла XVI Густава и правительства Швеции.
19 июня 2010 года в кафедральном соборе Стокгольма состоялась торжественная церемония бракосочетания.
После бракосочетания поселились во дворце Хага.
23 февраля 2012 года у Виктории и Даниэля родилась дочь — Эстель, герцогиня Эстергётландская, являющаяся второй в порядке наследования шведского престола.
4 сентября 2015 года шведский королевский двор объявил о том, что принц Даниэль и кронпринцесса Виктория ожидают рождения своего второго ребенка в марте 2016 года. 2 марта 2016 года у наследной пары родился сын —  Оскар, герцог Сконе.

### Финские корни
Его семья имеет корни лесных финнов. Отец Даниэля является лидером лесных финнов.

### Здоровье
В день, когда пара отмечала помолвку и устроила званный ужин, жених упал в обморок прямо среди гостей.
Через три месяца после помолвки с Викторией Даниэль перенес операцию по трансплантации почки. До этого он проходил процедуры диализа, но лечение не давало эффекта. Донором же стал его родной отец Олле Вестлинг.
Причиной этого стало врожденное заболевание, нарушающее функцию почек. Однако заболевание не передается по наследству. Об этом наследственном заболевании стало известно когда ему было 16 лет и когда он проходил медкомиссию для игры в футбол.

## Интересы
В наибольшей степени увлекается лыжами и гольфом.
Он активно интересуется социальными вопросами, вопросами здравоохранения, спорта и предпринимательской деятельности.
Любит ходить в театр.

## Награды
- Орден Серафимов (19 июня 2010 года)[8]
- Командор ордена Полярной звезды (1 октября 2013 года)
- Памятная медаль к 70-летию короля Швеции Карла XVI Густава (30 апреля 2016 года)
- Орден Креста земли Марии 1 класса (Эстония, 12 января 2011 года)
- Большой крест ордена Белой розы (Финляндия, 2012)
- Гранд-офицер ордена Заслуг (Тунис, 2015)
- Большой крест ордена Бернардо О’Хиггинса (Чили, 2016)
- Большой крест ордена Сокола (Исландия, 2018)
- Большой крест ордена «За заслуги перед Итальянской Республикой» (Италия, 2018)
- Орден «За дипломатические заслуги» 1 класса (Республика Корея, 2019)
- Большой крест ордена «За заслуги перед Федеративной Республикой Германия» (Германия, 7 сентября 2021)
- Рыцарь ордена Слона (Дания, май 2024)

## Титул
С 2010 года — Его Королевское Высочество Принц Даниэль Шведский, герцог Вестергётландский.